# (11580) Bautzen
(11580) Bautzen est un astéroïde de la ceinture principale.

## Description
(11580) Bautzen est un astéroïde de la ceinture principale. Il fut découvert le 3 mai 1994 à Kitt Peak par le projet Spacewatch. Il présente une orbite caractérisée par un demi-grand axe de 2,44 UA, une excentricité de 0,13 et une inclinaison de 3,1° par rapport à l'écliptique.

## Compléments